# Алексий (епископ Пермский)
Епи́скоп Алекси́й (ум. 1565) — епископ Русской православной церкви, епископ Пермский и Вологодский.

## Биография
Впервые упомянут в апреле 1520 года, как строитель Кирилло-Белозерского монастыря. В 1520—1525 годах — игумен Кирилло-Белозерского монастыря.
9 апреля 1525 года хиротонисан во епископа Пермского и Вологодского и управлял епархией до 1543 года; проживал в Усть-Выми. В 1534 году освящал церкви в Кирилло-Белозерском монастыре. Присутствовал при поставлении Иоасафа (Скрипицына) на Московскую Митрополию.
Скончался в 1565 году. Похоронен в паперти Успенского собора (правая сторона, у передних дверей) Кирилло-Белозерского монастыря.

## Критика
В захоронениях Троице-Сергиева монастыря имелось надгробие с надписью: Архиепископ Алексей Вологодский, представился 73 (1565) года. В связи с данным захоронением, имеется вероятность, что архиепископ Алексей Вологодский был похоронен не в Кирилло-Белозёрском монастыре, а в Троице-Сергиевой лавре.